# Premio Nobel per la letteratura
Il premio Nobel per la letteratura è uno dei cinque premi istituiti dal testamento di Alfred Nobel nel 1895 ed è attribuito all'autore nel campo della letteratura mondiale che "si sia maggiormente distinto per le sue opere in una direzione ideale": è stato assegnato per la prima volta nel 1901, come gli altri premi istituiti da Nobel stesso.
Considerato il premio più prestigioso e più mediatico del mondo, il Premio Nobel mette in evidenza un autore e il suo lavoro. Gli assicura una promozione su scala planetaria, una reputazione internazionale e una certa tranquillità finanziaria.
Non è raro che il premio Nobel assuma un significato politico, a volte con valore di disconoscimento di fronte a regimi autoritari. In effetti, diversi scrittori esiliati, dissidenti, manifestanti, perseguitati o banditi dalla pubblicazione nel loro paese sono stati premiati, come Miguel Ángel Asturias, Boris Pasternak, Pablo Neruda, Aleksandr Solženicyn e Gao Xingjian.
Il Premio Nobel onora innanzitutto romanzieri, saggisti, poeti e drammaturghi. Tuttavia, l'elenco dei vincitori comprende anche cinque filosofi (Rudolf Christoph Eucken, Henri Bergson, Albert Camus e Bertrand Russell) tra cui anche Jean-Paul Sartre che lo rifiutò, uno storico (Theodor Mommsen), uno statista (Winston Churchill, distintosi anche per la sua autobiografia e per i suoi discorsi politici), una scrittrice di racconti (Alice Munro) e un cantautore (Bob Dylan).

## Il premio
L'Accademia di Svezia annuncia il nome del ricevente in una conferenza pubblica agli inizi di ottobre. Il premio viene successivamente consegnato nel mese di dicembre nel corso di una cerimonia pubblica all'autore o all'autrice dell'opera letteraria più considerevole d'ispirazione idealista alla presenza della famiglia reale svedese. Il premio consiste in una somma di denaro (otto milioni di corone svedesi nel 2013), un diploma personalizzato per ogni vincitore e una medaglia d'oro recante l'effigie di Alfred Nobel.
Questo costituisce le sue candidature con l'aiuto di altri membri di accademie e società letterarie nazionali e straniere, eminenti professori universitari di letteratura, lingua e linguistica, ex vincitori del premio o addirittura presidenti di 'associazioni di scrittori, che rappresentano la cultura letteraria dei loro paesi. L'Accademia costituisce il Comitato Nobel (annesso alla Fondazione Nobel) con 5 dei suoi membri, nominati per cooptazione per 3 anni. Questi 5 accademici verificano la pertinenza e i criteri di ammissibilità degli scrittori segretamente nominati per il premio. Durante l'autunno viene inviata una lettera del Comitato a quasi 700 indirizzi da restituire per la scelta dell'anno successivo. Tutte le persone o istituzioni contattate propongono quindi un elenco di più nomi. Si consiglia vivamente di dettagliare, spiegare o giustificare le proprie scelte, sebbene le regole della Fondazione Nobel non lo richiedano.. D'altra parte, è severamente vietato alle personalità inviate di votare per se stesse se hanno diritto al premio. Quasi 350 nomi vengono proposti ogni anno ai membri del Comitato che li eliminano dal 1º febbraio per mantenere solo dai 15 ai 20 candidati ad aprile. Questa prima selezione viene inviata in anticipo a tutti i membri dell'Accademia che formulano raccomandazioni. A fine maggio il Comitato per il Nobel fissa una lista finale di 5 nominativi, vistata da tutti gli accademici che dovranno poi designare il destinatario del premio. Se uno degli autori proposti non è pubblicato in una lingua accessibile alla maggioranza della giuria, l'Accademia può richiedere una traduzione speciale. Allo stesso modo, se uno scrittore nominato è sconosciuto al Comitato ma sembra legittimo per il premio, la Fondazione Nobel invia esperti che illuminano l'Accademia sulla portata del lavoro del potenziale candidato. Dopo aver approfondito, durante l'estate, i lavori degli autori concorrenti, i giurati organizzano diversi dibattiti. Accade spesso che le opere di uno scrittore, citate più volte, siano già lette. In questo caso, l'Accademia tiene conto delle nuove pubblicazioni dell'autore selezionato. Al termine dei dibattiti, all'inizio di ottobre, la giuria procede alla votazione. La persona che ottiene più della metà dei voti è designata come vincitrice del premio. I 4 fallimenti vengono automaticamente ri-registrati per le selezioni dell'anno successivo. La giuria può discostarsi dal regolamento anche a seguito di una decisione eccezionale, come nel caso molto raro di assegnazione di un premio doppio o congiunto. Questa modalità operativa è simile per tutte le altre categorie di premi Nobel. L'identità del destinatario viene rivelata dal perpetuo segretario dell'Accademia, in ottobre, durante una conferenza stampa nell'edificio Börshuset, situato nel centro storico di Stoccolma. Il contenuto delle deliberazioni e l'elenco finale delle 5 personalità sono tenuti segreti per 50 anni. Il nome del vincitore è quindi oggetto di speculazioni all'interno dei circoli letterari.
Anche se l'importo della somma inerente al premio si è evoluto nel corso della sua storia, oggi è fissato a 10 milioni di corone svedesi, ovvero circa un milione di euro. Ogni personalità premiata riceve, dal Re di Svezia, la medaglia d'oro e il diploma della Fondazione Nobel durante una cerimonia di premiazione il 10 dicembre a Stoccolma, anniversario della morte di Alfred Nobel. In precedenza, il vincitore deve tenere un discorso davanti ai membri dell'Accademia svedese in cui definisce il suo lavoro e le sue aspirazioni artistiche.
Dalla sua creazione, il premio è andato a 14 donne e 5 membri dell'Accademia svedese, elette prima o dopo aver ricevuto il premio. La personalità più anziana ad aver conseguito questo riconoscimento è Doris Lessing (1919-2013), premiata nel 2007 a 87 anni, 11 mesi e 19 giorni. Il vincitore più giovane è Rudyard Kipling (1865-1936), premiato nel 1907 all'età di 41 anni.

## Controversie
La critica più insistente riguarda la prospettiva eurocentrica o occidentale della giuria e il fatto che alcune aree geografiche sono completamente trascurate, per mancanza di influenza o traduzioni sufficienti. Altre, come le letterature arabe troverebbero poca eco perché spesso sono contestualizzate, referenziate e hanno un contenuto sociale che non risponde al requisito universalistico del Nobel. In considerazione del numero di vincitori (81 su 113), l'Europa è il continente più premiato dall'Accademia, con diversi giornali che ironizzano sul fatto che la sola Svezia abbia più premi Nobel dell'Asia (otto premi svedesi contro cinque per il continente asiatico: due giapponesi, uno indiano, uno cinese, uno sudcoreano). L'Africa ha avuto il suo primo vincitore, il nigeriano di lingua inglese Wole Soyinka, nel 1986, seguito dall'egiziano di lingua araba Naguib Mahfouz lo ha seguito nel 1988, e poi dai sudafricani di lingua inglese Nadine Gordimer e J. M. Coetzee, rispettivamente premiati nel 1991 e nel 2003. Altre critiche provengono dalla stampa specialistica, che accusa la mancata premiazione di suoi favoriti come Philip Roth, Amos Oz, Ismaïl Kadaré, Milan Kundera, Adonis, Ko Un, Haruki Murakami e Claudio Magris.

### Nuova accademia e Nobel «alternativo» (2018)
Il "Premio Nobel alternativo" è un premio letterario svedese assegnato nel 2018 in risposta alla scia dello scandalo #MeToo, che travolse il marito di una dei componenti dell'Accademia Svedese.

## Mancata assegnazione
Il premio Nobel per la letteratura non è stato assegnato in nove occasioni (1914, 1918, 1935, 1940, 1941, 1942, 1943) ed è stato rifiutato due volte (1958 e 1964). Nel 2018 l'assegnazione del premio Nobel per la letteratura è stata rinviata all'anno successivo.